# مرحبا بكم في وايكيكي
مرحباً بكم في وايكيكي (الكورية: 으라차차 와이키키) هو مسلسل تلفزيوني كوميدي كوري جنوبي عرض عام 2018 على قناة جاي تي بي سي. في 6 يونيو 2018 تم تجديده للموسم الثاني عرض لأول مرة في 25 مارس 2019. يعتبر واحد من أشهر الأعمال الدرامية خارج كوريا.

## القصة
هذه الدراما تروي قصة 3 رجال يديرون منزل استضافة يحمل اسم ” وايكيكي ” بمنطقة ايتاوان والذي يواجه خطر الإفلاس فتظهر هناك ام عزباء وطفلة غامضة.. كانغ دونغ جو يحلم بأن يصبح مخرج سينمائي ولكنه سيئ الحظ، تشون جون كي يرغب باتباع خطى والده ليصبح ممثلاً ولكنه لم يصبح سوى ممثل ثانوي بونغ دو شيك الذي أتى إلى سول ليصبح كاتب نصوص ولكنه يواجه صعوبات كثيرة

## الممثلون
طاقم:
- كيم جونغ هيون بدور كانغ دونغ جو

شاب طيب القلب لكنه «رمز لسوء حظ» يحلم بأن يصبح مخرج أفلام، يستعيد نفسه بعد انفصال مؤلم، وبدأ العمل مرة أخرى، يقع في حب يون آه.
- لي يي كيونغ بدور لي جون كي

ابن أحد الممثلين في القائمة A يريد أن يسير على خطى والده لكنه عالق في أدوار ثانوية، إنه مصمم جدًا على القيام بذلك بمفرده وسيبذل قصارى جهده من أجل الحصول على أدوار أفضل، لديه حساسية من الجوز.
- سون سيونغ وو بدور بونغ دوو شيك

كاتب مستقل خجول يحصل بالكاد على عمل، يعمل حاليًا في متجر صغير ويقضي وقته في كتابة قصص على الويب.
- جونغ إين سون بدور هان يون آه

أم عزباء تنتهي بالبقاء في دار الضيافة مع ابنتها سول مقابل مساعدتها، إنها تجعل السكان الآخرين غير مرتاحين لسلوكها الغريب وتميل إلى نسيان الأشياء والتسبب في وقوع الحوادث، أرادت في البداية أن تكون مغنية راب لكنها درست لاحقًا بجدية لتصبح طاهية معجنات.
- كو وون هي بدور كانغ سيو جين

شقيقة دونغ جو التي تريد أن تصبح صحفية ولكنها واجهت صعوبة في الحصول على وظيفة. جون كي يسميها تشوباكا، فيما بعد تم اختصارها إلى باكا، شعر وجهها مصدر إحراج وعليها أن تحلقه بانتظام، تقع في حب وتبدأ علاقة مع جون كي لكنها تخفيها عن شقيقها الرافض للأمر.
- لي جوو وو بدور مين سو آه

فتاة دونغ جو السابقة، تريد ان تصبح عارضة الأزياء شهيرة، والتي انفصلت عنه فجأة، انتهى بها الأمر بالبقاء في دار الضيافة عندما هرب صديقها الجديد بكل أموالها. تحاول النهوض مجددا بمساعدة دووشيك.

### أدوار داعمة
- كانغ كيونغ جون بدور سونغ هيون جون (ح. 9–16)

طاهي المعجنات، صاحب مخبز، مدرس في مدرسة يون آه. في حالة حب مع يون آه
- جيون سوو كيونغ كمالك لـ لدار الضيافة.
- هان بو بي بدور مال جيوم / كيري، الحب الأول لـ دوو شيك، ممثلة أفلام الكبار (الحلقة 7-9).

ظهور خاص
- لي جونغ هيوك بدور كيم وو سونغ
- ريو هاي رين بدور جين جوو
- لي جي ها في دور والدة جي سو
- كيم جي سونغ في دور ها يونغ (ح. 18)
- كيم جين وو في دور والد سول

## المشاهدات
| الموسم | الموسم | رقم الحلقة | رقم الحلقة | رقم الحلقة | رقم الحلقة | رقم الحلقة | رقم الحلقة | رقم الحلقة | رقم الحلقة | رقم الحلقة | رقم الحلقة | رقم الحلقة | رقم الحلقة | رقم الحلقة | رقم الحلقة | رقم الحلقة | رقم الحلقة | رقم الحلقة | رقم الحلقة | رقم الحلقة | رقم الحلقة | المتوسط |
| الموسم | الموسم | 1          | 2          | 3          | 4          | 5          | 6          | 7          | 8          | 9          | 10         | 11         | 12         | 13         | 14         | 15         | 16         | 17         | 18         | 19         | 20         | المتوسط |
| ------ | ------ | ---------- | ---------- | ---------- | ---------- | ---------- | ---------- | ---------- | ---------- | ---------- | ---------- | ---------- | ---------- | ---------- | ---------- | ---------- | ---------- | ---------- | ---------- | ---------- | ---------- | ------- |
|        | 1      | غ/م        | غ/م        | غ/م        | غ/م        | غ/م        | غ/م        | غ/م        | غ/م        | 523        | غ/م        | غ/م        | غ/م        | غ/م        | غ/م        | غ/م        | غ/م        | 458        | 472        | غ/م        | 488        | N/A     |

| الحلقة | تاريخ البث     | متوسط حصة الجمهور | متوسط حصة الجمهور |
| الحلقة | تاريخ البث     | AGB Nielsen       | TNmS              |
| ------ | -------------- | ----------------- | ----------------- |
| 1      | 5 فبراير 2018  | 1.742%            | 2.6%              |
| 2      | 6 فبراير 2018  | 1.861%            | 2.2%              |
| 3      | 12 فبراير 2018 | 1.743%            | 1.8%              |
| 4      | 13 فبراير 2018 | 1.635٪            | 2.2٪              |
| 5      | 19 فبراير 2018 | 1.595٪            | 1.9٪              |
| 6      | 20 فبراير 2018 | 1.589٪            | 2.1٪              |
| 7      | 26 فبراير 2018 | 1.733٪            | 2.4٪              |
| 8      | 27 فبراير 2018 | 2.242٪            | 2.6٪              |
| 9      | 5 مارس 2018    | 2.007٪            | 2.5٪              |
| 10     | 6 مارس 2018    | 1.966٪            | 1.9٪              |
| 11     | 19 مارس 2018   | 1.837٪            | 2.7٪              |
| 12     | 20 مارس 2018   | 2.102٪            | 2.0٪              |
| 13     | 26 مارس 2018   | 1.652٪            | 2.6٪              |
| 14     | 27 مارس 2018   | 1.582٪            | 2.2٪              |
| 15     | 2 أبريل 2018   | 1.590٪            | 1.9٪              |
| 16     | 3 أبريل 2018   | 1.543٪            | 1.8٪              |
| 17     | 9 أبريل 2018   | 1.941٪            | 2.2٪              |
| 18     | 10 أبريل 2018  | 2.069٪            | 2.0٪              |
| 19     | 16 أبريل 2018  | 1.616٪            | 2.3٪              |
| 20     | 17 أبريل 2018  | 2.081٪            | 2.3٪              |
| المعدل | المعدل         | 1.806%            | 2.2%              |

## الاستقبال
على الرغم ان الدراما لم تحضى باهتمام كبير في كوريا الجنوبية، لكنها اكتسبت شهرة وشعبية واسعة خارج كوريا، مما دفع شبكة جاي تي بي سي بتمديد الحلقات من 16 إلى 20. جاء تمديدها بسبب الطلب الكبير من قبل جمهورها.
في 6 يونيو 2018 تم تجديد المسلسل للموسم الثاني، والذي تم عرضه في 25 مارس 2019.

## الإنتاج
عُقدت القراءة الأولى للسيناريو في 18 ديسمبر 2017 في مبنى جي تي بي سي سانجام دونغ
أجلت جي تي بي سي البث أستعداد لتمديد المسلسل من 16 إلى 20 حلقة.
عرض على ريو هوا يونغ دورا رئيسيا لكنها رفضت

## اقتباسات
طبعة فيتنامية جديدة مقتبسة من المسلسل بعنوان "Nhà trọ Balanha" تم بثها في عام 2020 على VTV3.

## روابط خارجية
- مرحبا بكم في وايكيكي على الموقع الرسمي.
- مرحبا بكم في وايكيكي على هانسينما
- أهلاً في وايكيكي على موقع IMDb (الإنجليزية)
- أهلاً في وايكيكي على موقع نتفليكس (الإنجليزية)
- أهلاً في وايكيكي على موقع كينوبويسك (الروسية)
- أهلاً في وايكيكي على موقع قاعدة بيانات الفيلم (الإنجليزية)